# Pfarrhaus (Bürglein)

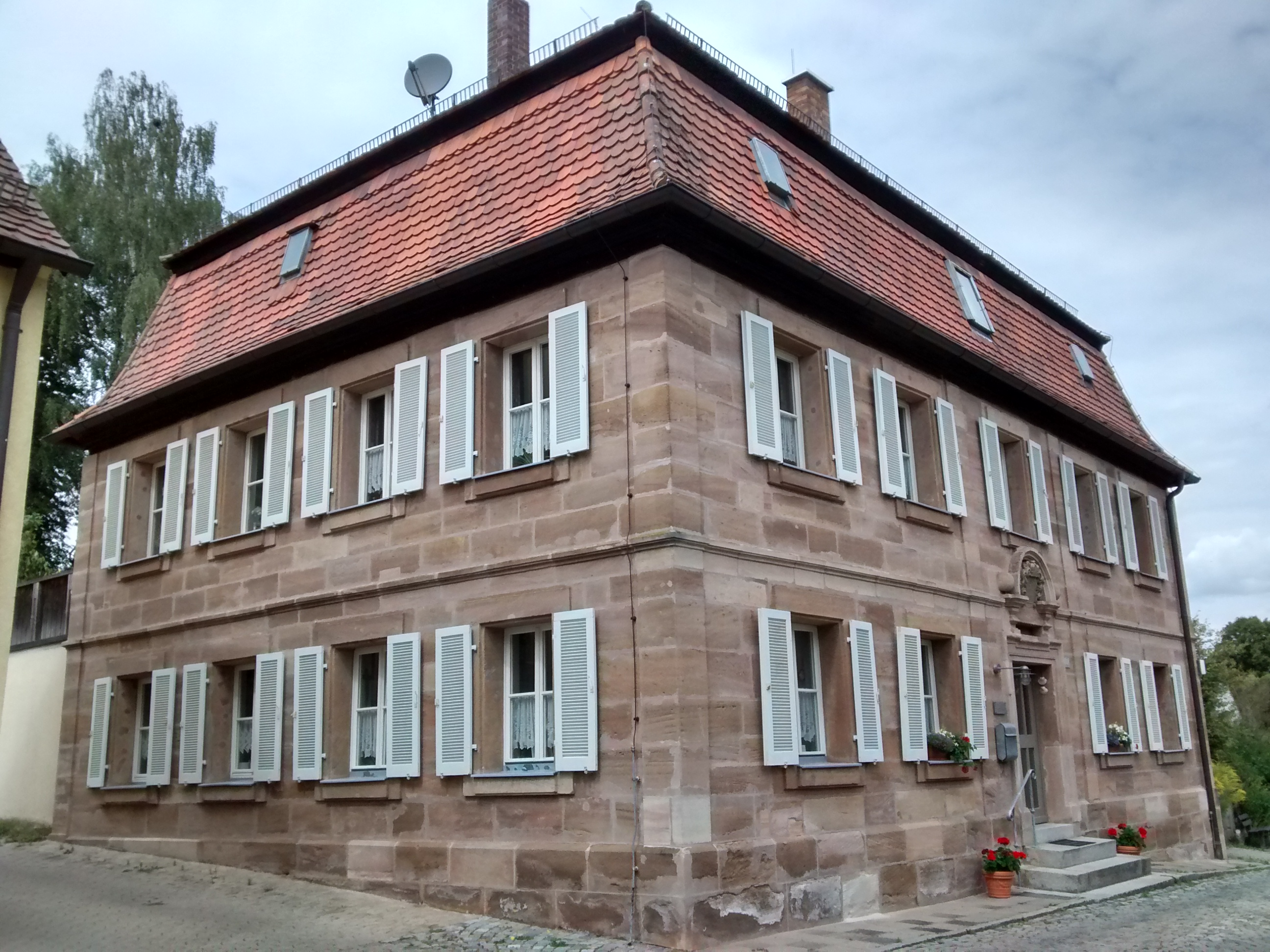
Pfarrhaus in Bürglein

Das Pfarrhaus in Bürglein, einem Stadtteil von Heilsbronn im mittelfränkischen Landkreis Ansbach in Bayern, wurde 1751 errichtet. Das Pfarrhaus am Kirchenweg 7 ist ein geschütztes Baudenkmal.
Der zweigeschossige gegliederte Quaderbau mit Mansardwalmdach wurde von Johann Michael Best errichtet. Das Pfarrhaus aus Sandstein besitzt fünf zu vier Fensterachsen. Über dem Portal ist ein Rundbogen mit Relief angebracht.